# سوزان هامبشاير
سوزان هامبشاير (بالإنجليزية: Susan Hampshire)‏ هي ممثلة بريطانية، ولدت في 12 مايو 1937 في المملكة المتحدة.

## وصلات خارجية
- سوزان هامبشاير على موقع IMDb (الإنجليزية)
- سوزان هامبشاير على موقع روتن توميتوز (الإنجليزية)
- سوزان هامبشاير على موقع مونزينجر (الألمانية)
- سوزان هامبشاير على موقع ألو سيني (الفرنسية)
- سوزان هامبشاير على موقع تيرنر كلاسيك موفيز (الإنجليزية)
- سوزان هامبشاير على موقع أول موفي (الإنجليزية)
- سوزان هامبشاير على موقع قاعدة بيانات الأفلام السويدية (السويدية)
- سوزان هامبشاير على موقع إن إن دي بي (الإنجليزية)
- سوزان هامبشاير على موقع ديسكوغز (الإنجليزية)
- سوزان هامبشاير على موقع قاعدة بيانات الفيلم (الإنجليزية)